# Slovjansk
Slovjansk (Oekraïens: Слов'янськ) is een stad in de Oekraïense oblast Donetsk. In 2021 telde de stad 106.972 inwoners. Slovjansk is een industriestad met de nadruk op machinebouw.
In april 2014, tijdens de Russisch-Oekraïense Oorlog, bezetten pro-Russische separatisten overheidsgebouwen in Slovjansk en werd het een strategisch punt in de door hen uitgeroepen volksrepubliek Donetsk. Ze installeerden er een eigen burgemeester, Vjatsjeslav Ponomarjov.
Op 5 juli 2014 gaven de separatisten Slovjansk op, na een dagenlange belegering door het leger van Oekraïne.

## Geboren in Slovjansk
- Michajlo Sokolovskyj (1951), voetballer en trainer